# Иван Асен V
Иван Асен V е вторият син на цар Иван Александър и негов съвладетел, роден от втората му съпруга – покръстената еврейка Сара-Теодора. 

## Биография
Вероятно е кръстен на своя по-голям брат Иван Асен IV, загинал през 1349 г. при София в голямо сражение с османските турци.
От надгробната му плоча в търновската църква „Св. Четиридесет мъченици“, поръчана от царица Кира-Мария, първата съпруга на цар Иван Шишман, става ясно, че Иван Асен V е погребан през 1388 г., убит от турците. От надписа също се разбира, че е бил изложен на опасността да „отпадне от красотата на вярата“ – с други думи очевидно е бил изкушаван от турците да смени християнската си вяра. Пак в същия надпис се чете, че князът е имал съпруга и две дъщери, но техните имена не са упоменати.
Според народни предания от Софийско в 80-те години на XIV век Средец дълго време е успешно отбраняван от турците от „бан Янко“. Тъй като в Бориловия синодик, където са изброени всички важни Шишманови войводи, отсъстват всякакви отметки за болярин или военачалник Янко, а и самото име „Янко“ е народната форма на „Иван“, се предполага, че бан Янко от народната памет е тъждествен на Иван Асен V, още повече, че самият княз също резидира в района на София. Действително стратегически важната крепост Средец е атакувана от турците нееднократно, а през 1382 г. е обсадена от войската на турския пълководец Лала Шахин. Градът е добре укрепен и отбраняван от „бан Янко“ – последният защитник на София, но пада след хитър ход на турците. Според разказите, след като не успява да превземе града със сила, Лала Шахин изпраща свой доверен човек, потурнак, при владетеля на Средец. Довереникът успява да спечели доверие и е назначен за соколар, но при един лов предава владетеля и го откарва в плен в Пловдив, където му е предложено да смени вярата си, за да му бъде пощаден животът. По-късно, успявайки да се върне при своите, „бан Янко“ се отрича от вероотстъпничеството. Продължава борбата със завоевателите и при едно от сраженията загива. Междувременно, научавайки за пленяването на „бан Янко“, жителите на Средец, обезверени, предават града на турците.
Според Веселин Асенов обаче Средец е управляван 30 години по-рано от по-големия брат на Иван Асен V – Иван Асен IV, и почти еднаквите им имена са причина двамата често да бъдат обърквани. По мнението на В. Асенов има вероятност Иван Асен V да е бил управител на крепостта Овеч.